# Aspicilia mastrucata
Aspicilia mastrucata är en lavart som först beskrevs av Göran Wahlenberg, och fick sitt nu gällande namn av Theodor 'Thore' Magnus Fries. Aspicilia mastrucata ingår i släktet Aspicilia, och familjen Megasporaceae. Arten är reproducerande i Sverige.